# جوناثان بيج
جوناثان بيج (بالإنجليزية: Jonathan Page)‏ (8 فبراير 1990 ببورتسموث في المملكة المتحدة - ) هو لاعب كرة قدم بريطاني في مركز الدفاع. لعب مع دونفرملين أثلتيك ونادي بورتسموث ونادي ماذرويل وهاميلتون أكاديميكال ونادي إيست فيف ونادي ستيرلينغ ألبيون ونادي غرينوك مورتون.

## وصلات خارجية
- جوناثان بيج على موقع قاعدة بيانات كرة القدم.إي يو (الإنجليزية)
- جوناثان بيج على موقع Soccerbase.com (لاعب) (الإنجليزية)
- جوناثان بيج على موقع Soccerway.com (الإنجليزية)